# 谷野美酒
谷野美酒（英語：Tanino Gimlet），是日本純種競賽馬匹。於Country牧場出生後由馬主谷水雄三擁有。生涯活躍於中距離賽事，共獲獎金3億8601萬日圓，總戰績8戰5勝，名次分佈為5-1-2-0，勝場之中包括2002年東京優駿（日本打吡）。退役後成為社台Stallion Station的種馬，較優秀的子嗣包括同樣由谷水雄三擁有的伏特加。

## 出賽前
1999年5月4日出生於北海道靜內町（今新日高町）Country牧場，所有權歸於其母系之馬主谷水雄三旗下。
其後交由栗東訓練中心練馬師松田國英訓練。

## 競賽生涯

### 2歲
2001年8月5出戰札幌競馬場2歲新馬戰，於其中獲得第二，賽後被發現尾骨骨折以進入休養。
12月復出出戰2歲未勝利戰，於其中發揮恐怖的末腳速度下成功拋離後方賽駒，以7馬位的巨大優勢取得首次勝利。

### 3歲
2002年以三級賽新山紀念作爲年度首戰，比賽初段處於先頭位置，但於通過第二彎道前稍作墮後。進入直路後，其再度進行加速發揮自身的末腳，最終成功衝出之下以1/2馬位優勢取得首個分級賽冠軍。
其後出戰雅靈頓盃，比賽途中再度發揮優秀的實力，成功於直路拋離第二的Homan Winner 3 1/2馬位再下一城。
3月17日出戰皋月賞前哨戰春季錦標，比賽初段其選擇留後戰術保留體力，通過最後彎道時候開始抽出外檔位置準備加速。進入直路後，其隨即憑藉望空的優秀順利加速，直路終端和一同衝出的千里通展開爭奪，最終谷野美酒於率先透出下以頸位壓贏對手，取得分級賽三連勝。
4月14日按照計劃出戰皋月賞，賽前獲得壓倒性的第一人氣。比賽開始後，其繼續選擇後上戰術等待時機，進入直路後其雖然發揮優秀的末腳速度一舉衝出，但仍然無法超越前方第十五人氣伏兵莫名其妙及第八人氣伏兵Tiger Cafe，最終以第三完賽。
其後出戰NHK一哩賽，比賽初段處於後方位置等待時機，進入直路後其受到千里通斜行的影響需要左右穿插尋找位置，最終於處不利局面下敗於千里通及愛麗聲以第三名衝線。由於其於直路途中兩度受到千里通的斜行影響，賽後陣營隨即向賽會提出抗議，但經過15分鐘的審議後賽會宣判結果不變，其仍然以第三的戰績完賽。
5月26日出戰東京優駿，縱然其於皋月賞及NHK一哩賽失利，仍然於賽前獲得第一人氣支持。比賽開始後，其選擇於後方位置展開推進，並於比賽途中保持穩定的節奏。進入直路後，其於外檔位置瞬間進入加速狀態，轟出後600米34.7秒恐怖末腳下於斜路前超越處於前方的吉兆，後續保持速度下成功放置對手反超，最終以1馬位優勢奪得首個一級賽冠軍。
賽後進入放草狀態，並於8月25日返回栗東訓練中心作調整以備戰秋季的賽事。然而其於9月1日訓練過後被發現左前腳有發熱的徵象，詳細檢查過後確認爲肌腱炎，陣營隨即決定安排其退役，但退役儀式延至2003年8月24日在札幌競馬場舉行。

### 詳細賽績
| 日期       | 舉辦國家 | 馬場 | 距離   | 級別 | 賽事名稱  | 負重 | 騎師     | 馬號 | 出馬 | 名次 | 時間   | 頭馬（二馬）     |
| ---------- | -------- | ---- | ------ | ---- | --------- | ---- | -------- | ---- | ---- | ---- | ------ | ---------------- |
| 5/8/2001   | 日本     | 札幌 | 泥1000 |      | 2歲新馬   | 53   | 橫山典弘 | 7    | 12   | 2    | 1:00.8 | Rare Pearl       |
| 22/12/2001 | 日本     | 阪神 | 草1600 |      | 2歲未勝利 | 54   | 四位洋文 | 4    | 16   | 1    | 1:35.6 | （Hamano Hawk）  |
| 14/1/2002  | 日本     | 京都 | 草1600 | GIII | 新山紀念  | 55   | 武豐     | 3    | 16   | 1    | 1:34.8 | （Cheers Stark） |
| 23/2/2002  | 日本     | 阪神 | 草1600 | GIII | 雅靈頓盃  | 56   | 武豐     | 9    | 13   | 1    | 1:33.9 | （Homan Winner） |
| 17/3/2002  | 日本     | 中山 | 草1800 | GII  | 春季錦標  | 56   | 四位洋文 | 11   | 16   | 1    | 1:46.9 | （千里通）       |
| 14/4/2002  | 日本     | 中山 | 草2000 | GI   | 皋月賞    | 57   | 四位洋文 | 11   | 18   | 3    | 1:58.8 | 莫名其妙         |
| 4/5/2002   | 日本     | 東京 | 草1600 | GI   | NHK一哩盃 | 57   | 武豐     | 9    | 18   | 3    | 1:33.5 | 千里通           |
| 26/5/2002  | 日本     | 東京 | 草2400 | GI   | 東京優駿  | 57   | 武豐     | 3    | 18   | 1    | 2:26.2 | （吉兆）         |

## 退役後
退役後，谷野美酒成爲了配種馬，於北海道早來町（今安平町）社台Stallion Station休養，在2003年進行配種。首批子嗣於2004年出生。首批子嗣可於2006年出賽。9月3日，Gold Aguli在新潟兩歲錦標取勝，成爲首匹勝出分級賽的子嗣。12月3日，伏特加在阪神兩歲牝馬錦標取勝，成爲首匹勝出一級賽的谷野美酒子嗣。2007年5月7日，伏特加於東京優駿取勝，成功達成日本賽馬史上首次父女制霸打吡的偉業。
2013年11月30日被轉移至北海道新日高町Lex Stud，於2014年在此地繼續進行配種工作。
2020年由配種馬退役，前往北海道日高町凡爾賽牧場進行養老生活。

### 主要子嗣

#### 一級賽優勝子嗣
粗體字為一級賽
2004年生
- 伏特加（阪神兩歲牝馬錦標、鬱金香賞、東京優駿、兩次安田紀念、秋季天皇賞、維多利亞一哩賽、日本盃）

#### 分級賽優勝子嗣
2004年生
- 絕頂良駒（東京新聞盃、富士錦標）
- Gold Aguli（新潟兩歲錦標）
- 平田御駒（青葉賞）
- Nishino Blue Moon（中山牝馬錦標）

2005年生
- 笑臉傑克（春季錦標、關屋紀念、東京新聞盃）

2006年生
- 印加聖谷（新潟大賞典）

2008年生
- 偉大戰駒（京都新聞盃）
- All That Jazz（兩次福島牝馬錦標）

2009年生
- Midsummer Fair（花仙錦標）

2011年生
- 萩野動力（京都新聞盃）
- Meadowlark（七夕賞、阪神跳欄錦標）

2013年生
- 玄晶石（東京新聞盃）

## 血統簡介
父系百仁時間爲美國賽駒，曾勝出當地二級賽，退役後在日本配種，和週日寧靜及東來兵被一同稱爲改變日本賽馬的三匹種馬。祖父雷弼圖爲美國生產的愛爾蘭賽駒，生涯戰績彪炳，曾勝出葉森打吡，退役後配種成績亦極爲優秀，現已成爲Halo系外另一支出自Hail Reason系的獨立種馬系統。
母系Tanino Crystal爲日本賽駒，生涯戰績不佳僅勝出三場賽事。外祖父Crystal Palace爲法國賽駒，生涯戰績優秀，曾勝出一級賽法國打吡。

### 血統表
| 父線：雷弼圖系（Hail to Reason系）                     |                                |                |               |
| 種馬 百仁時間 1985年（深棗色）                         | 雷弼圖 1969年（棗色）          | Hail to Reason | Turn-to       |
| 種馬 百仁時間 1985年（深棗色）                         | 雷弼圖 1969年（棗色）          | Hail to Reason | Nothirdchance |
| 種馬 百仁時間 1985年（深棗色）                         | 雷弼圖 1969年（棗色）          | Breamalea      | Nasuha        |
| 種馬 百仁時間 1985年（深棗色）                         | 雷弼圖 1969年（棗色）          | Breamalea      | Rarelea       |
| 種馬 百仁時間 1985年（深棗色）                         | Kelley's Day 1977年（棗色）    | Graustark      | 里博          |
| 種馬 百仁時間 1985年（深棗色）                         | Kelley's Day 1977年（棗色）    | Graustark      | Flower Bowl   |
| 種馬 百仁時間 1985年（深棗色）                         | Kelley's Day 1977年（棗色）    | Golden Trail   | Hasty Road    |
| 種馬 百仁時間 1985年（深棗色）                         | Kelley's Day 1977年（棗色）    | Golden Trail   | Sunny Vale    |
| 繁殖雌馬 Tanino Crystal 1988年（栗色）                 | Crystal Palace 1974年（灰色）  | Caro           | Fortino       |
| 繁殖雌馬 Tanino Crystal 1988年（栗色）                 | Crystal Palace 1974年（灰色）  | Caro           | Chambord      |
| 繁殖雌馬 Tanino Crystal 1988年（栗色）                 | Crystal Palace 1974年（灰色）  | Hermieres      | Sicambre      |
| 繁殖雌馬 Tanino Crystal 1988年（栗色）                 | Crystal Palace 1974年（灰色）  | Hermieres      | Vielle Pierre |
| 繁殖雌馬 Tanino Crystal 1988年（栗色）                 | Tanino Sea-Bird 1972年（栗色） | Sea-Bird       | Dan Cupid     |
| 繁殖雌馬 Tanino Crystal 1988年（栗色）                 | Tanino Sea-Bird 1972年（栗色） | Sea-Bird       | Sicalade      |
| 繁殖雌馬 Tanino Crystal 1988年（栗色）                 | Tanino Sea-Bird 1972年（栗色） | Flaxen         | Graustark     |
| 繁殖雌馬 Tanino Crystal 1988年（栗色）                 | Tanino Sea-Bird 1972年（栗色） | Flaxen         | Flavia        |
| 雌系：Mumtaz Mahal系（號族：9-c）                      |                                |                |               |
| 五代內近親交配：Graustark 3×4、Sicambre 4×5、Roman 5×5 |                                |                |               |

## 命名由來
名字中，Tanino（タニノ）是馬主谷水雄三之冠名，出自其姓氏中的「谷」（タニ）結合日語連接詞「的」（ノ）組成，香港則翻譯为同音的「谷野」，Gimlet（ギムレット）是一種名为「琴蕾」的雞尾酒，香港則翻譯为「美酒」。

## 外部連結
- 谷野美酒 netkeiba.com
- 谷野美酒 sportsnavi.com
- 谷野美酒 jbis.or.jp
- 谷野美酒 racingpost.com
- 血統表